# Collegio elettorale di Portici (Senato della Repubblica)
Il collegio di Portici fu un collegio elettorale uninominale della Repubblica Italiana per l'elezione del Senato della Repubblica. Apparteneva alla circoscrizione Campania e fu utilizzato per eleggere un senatore nella XII, XIII e XIV legislatura.
Venne istituito nel 1993 con la cosiddetta Legge Mattarella (Legge n. 276, Norme per l'elezione del Senato della Repubblica), attuata in seguito al referendum abrogativo del 1993. La legge istituì per la Camera dei deputati e per il Senato della Repubblica un sistema di elezione misto, in parte maggioritario e in parte proporzionale. Il 75% dei parlamentari dell'assemblea veniva eletto in collegi uninominali tramite sistema maggioritario a turno unico; il restante 25% al Senato veniva eletto tramite recupero proporzionale dei più votati non eletti attraverso un meccanismo di calcolo denominato "scorporo", cioè sottraendo dal conteggio dei voti totali di una lista nella parte proporzionale i voti ottenuti dai candidati collegati alla medesima lista che erano eletti nei collegi uninominali con il sistema maggioritario.
Il collegio venne abolito insieme a tutti gli altri che costituivano il Senato con la promulgazione della legge elettorale successiva, la cosiddetta Legge Calderoli. Questa prevedeva un sistema proporzionale con premio di maggioranza, che al Senato veniva attribuito a livello regionale.

## Territorio
Il collegio di Portici era uno dei 22 collegi uninominali in cui era suddivisa la Campania e, come previsto dal D.Lgs. del 20 dicembre 1993 n. 535, era interamente compreso nella provincia di Napoli e comprendeva i seguenti comuni: Cercola, Massa di Somma, Pollena Trocchia, Portici, San Giorgio a Cremano, San Sebastiano al Vesuvio, Sant'Anastasia e Somma Vesuviana.

## Eletti
| Elezione | Elezione | Senatore          | Partito                    |
| -------- | -------- | ----------------- | -------------------------- |
|          | 1994     | Antonio Carcarino | Progressisti (PRC/PdCI/DS) |
| 1996     |          | Antonio Carcarino | Progressisti (PRC/PdCI/DS) |
|          | 2001     | Nello Formisano   | L'Ulivo (I Dem/DL)         |

## Dati elettorali

### XII legislatura
|                               | Antonio Carcarino ✔️ Eletto | Progressisti                  | 51 217  | 46,61 |  |  |  |  |  |
|                               | Giovanni Frollo             | Polo del Buon Governo         | 27 781  | 25,28 |  |  |  |  |  |
|                               | Gennaro Barone              | Patto per l'Italia            | 19 297  | 17,56 |  |  |  |  |  |
|                               | Giuseppe De Mitry           | Unione Cristiani e Riformisti | 6 657   | 6,06  |  |  |  |  |  |
|                               | Nicola Antonio La Fortuna   | Programma Italia              | 4 943   | 4,50  |  |  |  |  |  |
| Totale                        | Totale                      | Totale                        | 109 895 | 100   |  |  |  |  |  |
|                               |                             |                               |         |       |  |  |  |  |  |
| Voti non validi               | Voti non validi             | Voti non validi               | 10 253  | 8,53  |  |  |  |  |  |
| Votanti                       | Votanti                     | Votanti                       | 120 148 | 83,06 |  |  |  |  |  |
| Elettori                      | Elettori                    | Elettori                      | 144 659 |       |  |  |  |  |  |
|                               |                             |                               |         |       |  |  |  |  |  |
| Data: 27-28 marzo 1994        |                             |                               |         |       |  |  |  |  |  |
| Fonte: Ministero dell'interno |                             |                               |         |       |  |  |  |  |  |

### XIII legislatura
|                               | Antonio Carcarino ✔️ Eletto | Progressisti                       | 47 150  | 44,87 |  |  |  |  |  |
|                               | Salvatore Marotta           | Polo per le Libertà                | 41 004  | 39,02 |  |  |  |  |  |
|                               | Alfonso Di Sarno            | Movimento Sociale Fiamma Tricolore | 7 412   | 7,05  |  |  |  |  |  |
|                               | Achille De Simone           | Democrazia Sociale                 | 5 274   | 5,02  |  |  |  |  |  |
|                               | Carmine Savastano           | Socialista                         | 4 250   | 4,04  |  |  |  |  |  |
| Totale                        | Totale                      | Totale                             | 105 090 | 100   |  |  |  |  |  |
|                               |                             |                                    |         |       |  |  |  |  |  |
| Voti non validi               | Voti non validi             | Voti non validi                    | 11 489  | 9,86  |  |  |  |  |  |
| Votanti                       | Votanti                     | Votanti                            | 116 579 | 78,81 |  |  |  |  |  |
| Elettori                      | Elettori                    | Elettori                           | 147 924 |       |  |  |  |  |  |
|                               |                             |                                    |         |       |  |  |  |  |  |
| Data: 21 aprile 1996          |                             |                                    |         |       |  |  |  |  |  |
| Fonte: Ministero dell'interno |                             |                                    |         |       |  |  |  |  |  |

### XIV legislatura
|                               | Nello Formisano ✔️ Eletto | L'Ulivo                              | 48 317  | 41,29 |  |  |  |  |  |
|                               | Salvatore Manfellotti     | Casa delle Libertà                   | 46 404  | 39,66 |  |  |  |  |  |
|                               | Salvatore Iacomino        | Partito della Rifondazione Comunista | 10 129  | 8,66  |  |  |  |  |  |
|                               | Ferdinando Scognamiglio   | Democrazia Europea                   | 4 932   | 4,21  |  |  |  |  |  |
|                               | Luisa Papa                | Lista Di Pietro                      | 3 284   | 2,81  |  |  |  |  |  |
|                               | Ciro Panariello           | Lista Pannella-Bonino                | 1 983   | 1,69  |  |  |  |  |  |
|                               | Fulvio Perna              | Fiamma Tricolore                     | 1 483   | 1,27  |  |  |  |  |  |
|                               | Domenico Sorrentino       | Forza Nuova                          | 486     | 0,42  |  |  |  |  |  |
| Totale                        | Totale                    | Totale                               | 117 018 | 100   |  |  |  |  |  |
|                               |                           |                                      |         |       |  |  |  |  |  |
| Voti non validi               | Voti non validi           | Voti non validi                      | 9 421   | 7,45  |  |  |  |  |  |
| Votanti                       | Votanti                   | Votanti                              | 126 439 | 81,56 |  |  |  |  |  |
| Elettori                      | Elettori                  | Elettori                             | 155 030 |       |  |  |  |  |  |
|                               |                           |                                      |         |       |  |  |  |  |  |
| Data: 13 maggio 2001          |                           |                                      |         |       |  |  |  |  |  |
| Fonte: Ministero dell'interno |                           |                                      |         |       |  |  |  |  |  |